# Konzession für die Erbauung der Kapelle zu Unserer Lieben Frauen Queckborn

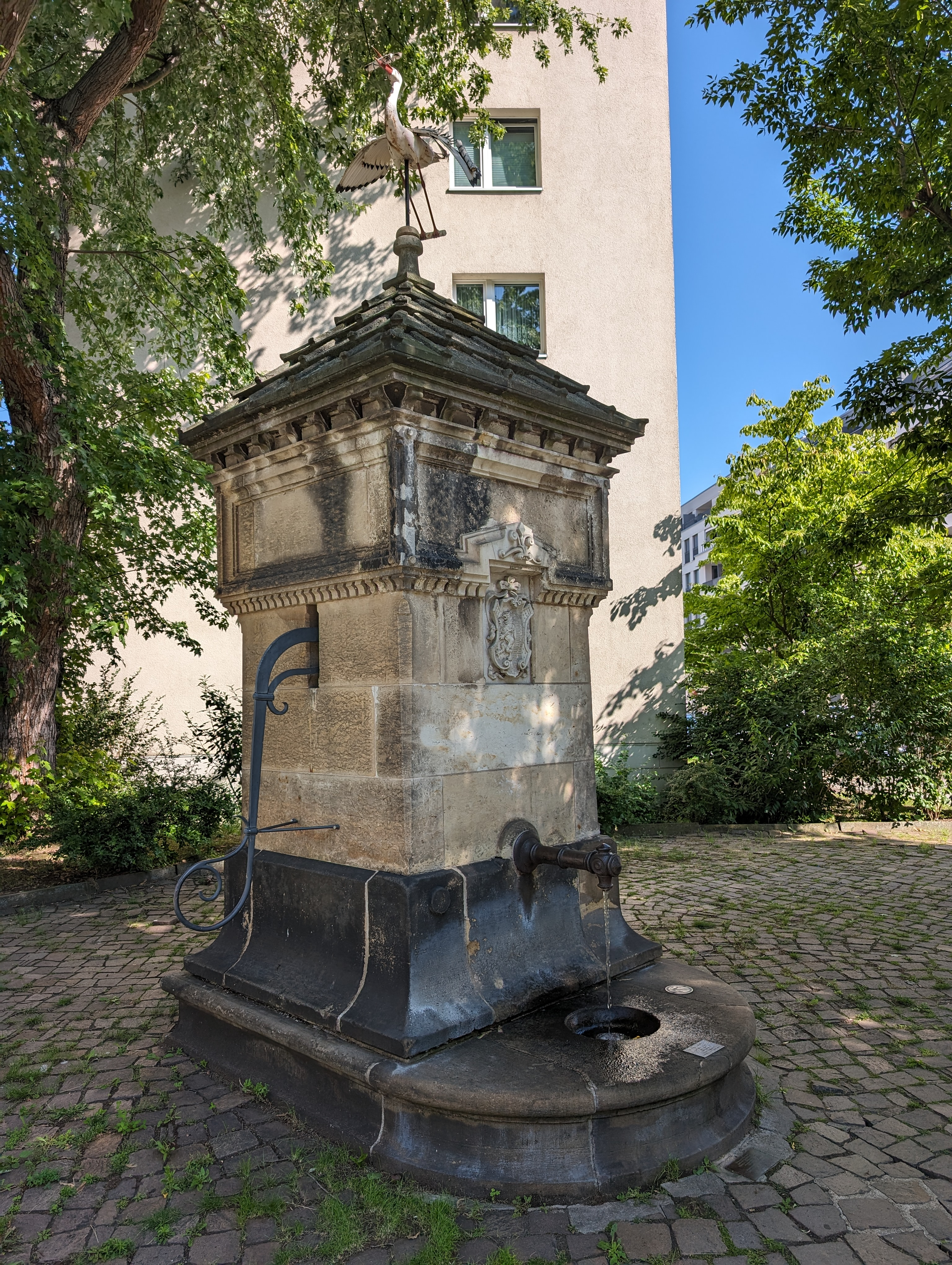
Der Queckbrunnen am heutigen Standplatz ohne die Wallfahrtskapelle.

Die Konzession für die Erbauung der Kapelle zu Unserer Lieben Frauen Queckborn ist eine mittelalterliche Urkunde des Bischofs Johann von Saalhausen zu Meißen aus dem Jahr 1512 mit der Erlaubnis zum Bau einer neuen Wallfahrtskapelle zu Unserer Lieben Frauen  Queckborn in Dresden.
Diese Erlaubnis wurde auf Antrag des Dresdner Plebans Dr. Peter Eisenberg und des Stadtrats erteilt und ermöglichte den Bau einer neuen Wallfahrtskapelle. Diese Kapelle wurde in unmittelbarer Nähe des Queckbrunnens errichtet, der als wundersame Quelle galt und besonders für die Fruchtbarkeit von Frauen verehrt wurde. Die neue Kapelle, die 1514 fertiggestellt wurde, zog zahlreiche Pilger an und integrierte den Marienkult, der zur damaligen Zeit populär war. Allerdings verursachte die neue Wallfahrtskapelle wirtschaftliche Konflikte, da die Geldeinnahmen nun verstärkt dieser Kapelle zuflossen und weniger der Dresdner Kreuzkirche bzw. dem Brückenamt. Diese Konflikte führten letztlich dazu, dass die Kapelle 1521 auf Anordnung des Papstes Leo X. wieder geschlossen wurde.

## Inhaltlicher Aufbau der Urkunde
Die Urkunde ist in Latein verfasst, der Amtssprache der Kirche und der Gelehrten im Mittelalter. Dies unterstreicht die formelle und offizielle Natur des Dokuments und stellt sicher, dass es von gebildeten Klerikern und Beamten verstanden wird. Lateinische Begriffe und Phrasen wie „Salutem in domino“, „auctoritate nostra dicecesana“, und „canonicam porcionem“ sind charakteristisch für solche Dokumente.
Die Urkunde verwendet einen formellen und feierlichen Ton, der die Autorität und den hohen Status des Bischofs sowie die Bedeutung des Anliegens betont. Dies zeigt sich bereits in der einleitenden Segensformel „Johannes dei et apostolicę sedis gracia sanctę & ingenuę Misnensis ecclesię Episcopus“, die den bischöflichen Titel und die göttliche Gnade hervorhebt.
Der Text enthält lange und komplexe Satzstrukturen, die durch eine Reihe von Nebensätzen und Einschüben gekennzeichnet sind. Dies ist typisch für mittelalterliche Urkunden, die oft detaillierte und präzise Formulierungen erfordern, um die rechtlichen und theologischen Aspekte vollständig darzustellen. Ein Beispiel hierfür ist der Satz „Qvia pro parte Venerabilis et Circumspectorum virorum Plebani et Consulatus in Dresden nobis fuit expositum, Qvomodo populi multitudo cum operibus charitatis ex singulari deuocione quam ad gloriosissimam virginem Mariam habent de die in diem ad imaginem ipsius castissimę virginis Marie circa fontem Queckborn extra Opidum Dresden pernoctare consueuerunt“.
Der Text beginnt mit einem üblichen Segenswunsch und der formalen Vorstellung des Bischofs Johann von Saalhausen, was den religiösen und autoritären Rahmen der Urkunde etabliert.
Es wird dargelegt, dass aufgrund der besonderen Marienverehrung der Bevölkerung an der Quelle „Queckborn“ eine neue Kapelle notwendig ist. Die Quelle wird als heilig und wundertätig beschrieben, was die starke religiöse Motivation hinter dem Bau unterstreicht.
Die Sprache ist stark religiös geprägt, was durch die wiederholte Erwähnung der „gloriosissimam virginem Mariam“ (glorreichste Jungfrau Maria) und die „immaculatę virginis Marię“ (unbefleckte Jungfrau Maria) deutlich wird. Diese Ausdrucksweise unterstreicht die religiöse Bedeutung des Anliegens und die tiefe Verehrung Mariens durch die Bevölkerung.
Die Urkunde erwähnt die Bitten des Plebans und des Stadtrats von Dresden, was die offizielle und gemeinschaftliche Unterstützung für das Projekt hervorhebt. Diese Bitten werden als demütig und respektvoll beschrieben, was die Hierarchie und die Autorität des Bischofs aufzeigt.
Der Bischof genehmigt den Bau der Kapelle nach sorgfältiger Überlegung. Die Genehmigung enthält spezifische Bedingungen, insbesondere die Abgabe eines Drittels der Opfergaben an die Kirche und den Bischof. Diese Bedingung zeigt die wirtschaftlichen und administrativen Aspekte kirchlicher Projekte im Mittelalter. Die Urkunde enthält detaillierte Bestimmungen über den Bau und die Nutzung der Kapelle sowie über die Verteilung der Opfergaben. Dies zeigt sich in Formulierungen wie „ita tamen qvod prefatus plebanus ac ejus successores nec non prouisores quicunqve pro tempore deputati fuerint, nobis et successoribus nostris canonicam porcionem vel terciam partem omnium que offerentur aut in prefato concursu tribuentur, presentare curabunt“. Solche Klauseln garantieren die Wahrung kirchlicher Interessen und stellen sicher, dass die wirtschaftlichen Aspekte des Projekts gut verwaltet werden.
Der Text endet mit einer formellen Bestätigung und dem Anbringen des bischöflichen Siegels („Sigillum Officialatus curiæ nostræ præsentis duximus appendendum“), was die Echtheit und Rechtsgültigkeit der Urkunde sicherstellt. Dies ist ein typisches Merkmal mittelalterlicher Dokumente, das ihre Verbindlichkeit unterstreicht.

## Lateinischer Originaltext der Urkunde
Entsprechend dem Abdruck im Werk von Anton Weck aus dem Jahr 1680 lautet der Inhalt der Urkunde:
Johannes dei et apostolicę sedis gracia sanctę & ingenuę Misnensis ecclesię Episcopus Universis et singulis presentes litteras inspecturis Salutem in domino Et qvia pro parte Venerabilis et Circumspectorum virorum Plebani et Consulatus in Dresden nobis fuit expositum, Qvomodo populi multitudo cum operibus charitatis ex singulari deuocione quam ad gloriosissimam virginem Mariam habent de die in diem ad imaginem ipsius castissimę virginis Marie circa fontem Queckborn extra Opidum Dresden pernoctare consueuerunt ob specialem pretactę immaculatę virginis Marię reverenciam confluet et concurrit. Qvare fuit nobis pro parte supradictorum plebani et consulatus in dresden humiliter ac debita cum instancia supplicatum quatinus auctoritate nostra dicecesana indulgere et consentire dignaremur, quod in prętacto loco nouam capellam in honorem precelsę virginis Mariæ, Ut populus concurrens eo deuocius suffragia ejusdem beatissimę virginis Marię implorare posset, ędificare et construere valerent. Nos igitur post maturam deliberacionem hujusmodi peticionem justam et racionabilem inuenimus. Qvare pręsentibus qvod capellam siue sacellum prout melius visum fuerit, pro cunctipotentis dei laude in honorem intemeratę virginis Marię sine tamen pręjudicio cujuscunqve in specificato loco circa fontem Qveckborn extra Dresden ędificare possint et valeant, pręsentibus nostrum damus et concedimus assensum et consensum, Ita tamen qvod prefatus plebanus ac ejus successores nec non prouisores quicunqve pro tempore deputati fuerint, nobis et successoribus nostris canonicam porcionem vel terciam partem omnium que offerentur aut in prefato concursu tribuentur, presentare curabunt. In quorum fidem et testimonium Sigillum Officialatus curiæ nostræ præsentis duximus appendendum Actum Stolpen Anno domini Millesimo quingentesimo duodecimo.

## Sinngemäße Übersetzung ins Deutsche
Johannes, durch die Gnade Gottes und des apostolischen Stuhls, Bischof der heiligen und ehrwürdigen Kirche von Meißen, entbietet allen und jedem, die diese gegenwärtigen Briefe einsehen, seinen Gruß im Herrn. Da uns von Seiten der ehrwürdigen und umsichtigeren Männer, des Pfarrers und des Stadtrats von Dresden, berichtet wurde, wie die Volksmenge aufgrund der außerordentlichen Frömmigkeit, die sie zur ruhmreichsten Jungfrau Maria haben, von Tag zu Tag zum Bilde jener keuschesten Jungfrau Maria nahe dem Queckborn-Brunnen außerhalb der Stadt Dresden zu wachen pflegt, um die besondere Verehrung der erwähnten unbefleckten Jungfrau Maria zusammenströmt und sich versammelt, wurde uns demütig und mit gebührendem Nachdruck von den oben genannten Pfarrer und Stadtrat von Dresden gebeten, dass wir mit unserer diözesanen Autorität erlauben und zustimmen, dass an dem genannten Ort eine neue Kapelle zu Ehren der erhabenen Jungfrau Maria errichtet und gebaut werden kann, damit das zusammenströmende Volk dort umso andächtiger die Fürbitte derselben seligsten Jungfrau Maria erflehen kann. Nach reiflicher Überlegung haben wir dieses Anliegen als gerecht und vernünftig befunden. Daher geben und gewähren wir hiermit unsere Zustimmung und Erlaubnis, dass sie eine Kapelle oder ein Bethaus, wie es am besten erscheint, zum Lobpreis des allmächtigen Gottes und zu Ehren der unbefleckten Jungfrau Maria ohne Vorurteil für irgendjemanden an dem genannten Ort nahe dem Queckborn-Brunnen außerhalb von Dresden errichten und bauen können. Unter der Bedingung jedoch, dass der erwähnte Pfarrer und seine Nachfolger sowie die jeweils eingesetzten Verwalter zu gegebener Zeit uns und unseren Nachfolgern den kanonischen Anteil oder den dritten Teil von allem, was angeboten wird oder bei der erwähnten Versammlung gespendet wird, zu übergeben haben werden. Zum Beweis und Zeugnis dessen haben wir das Siegel des Offizialats unseres Gerichts an die gegenwärtigen Schreiben anbringen lassen. Gegeben zu Stolpen im Jahre des Herrn 1512.